# Blanchard Ridge
Blanchard Ridge ist ein felsiger und bis zu 520 m hoher Gebirgskamm auf der Kiew-Halbinsel an der Graham-Küste des Grahamlands auf der Antarktischen Halbinsel. Er ragt an der Nordseite der Mündung des Wiggins-Gletschers in die Penola Strait auf.
Kartiert wurde er bei der Fünften Französischen Antarktisexpedition (1908–1910) unter der Leitung Jean-Baptiste Charcots. Charcot benannte ihn als Sommet Blanchard (deutsch Blanchardgipfel) nach Jean Blanchard, damaliger französischer Konsul im argentinischen Punta Arenas, der seiner Expedition behilflich war. Die heutige Benennung geht auf das Advisory Committee on Antarctic Names aus dem Jahr 1951 zurück.